# Cederqvist (adelsätt)
Cederqvist var en adelsätt som var introducerad adelsätt på riddarhusen i Stockholm. Den förste som adlades var assessorn Håkan Cederqvist i Göta hovrätt.